# Hevertton Santos
Hevertton Ciriaco Santos (São Mateus, 1º febbraio 2001) è un calciatore brasiliano, difensore del Gil Vicente in prestito dal QPR.

## Carriera
Hevertton Santos è nato in Brasile e si è trasferito in Portogallo in giovane età. Ha iniziato a giocare a calcio con il CIF nel 2010 e l'anno seguente si è trasferito allo Sporting Lisbona dove ha terminato il suo sviluppo. Il 7 marzo 2019 ha firmato il primo contratto professionistico con il club. Ha iniziato ad allenarsi con lo Sporting B nel 2020 ed il 3 agosto 2021 ha rinnovato il suo contratto di altri 3 anni. Il 4 luglio 2022 è stato parte della prima squadra negli allenamenti pre-stagione.  Il 25 luglio si è trasferito all'Estrela Amadora in Segunda Liga con un contratto di 2 anni. Ha aiutato l'Estrela ad ottenere la promozione in Primeira Liga per la stagione 2023-24.

## Statistiche

### Presenze e reti nei club
Statistiche aggiornate al 6 marzo 2025.
| Stagione                  | Squadra                   | Campionato                | Campionato | Campionato | Coppe nazionali | Coppe nazionali | Coppe nazionali | Coppe continentali | Coppe continentali | Coppe continentali | Altre coppe | Altre coppe | Altre coppe | Totale | Totale | Totale |
| Stagione                  | Squadra                   | Comp                      | Pres       | Reti       | Comp            | Pres            | Reti            | Comp               | Pres               | Reti               | Comp        | Pres        | Reti        | Pres   | Reti   |        |
| ------------------------- | ------------------------- | ------------------------- | ---------- | ---------- | --------------- | --------------- | --------------- | ------------------ | ------------------ | ------------------ | ----------- | ----------- | ----------- | ------ | ------ | ------ |
| 2020-2021                 | Sporting Lisbona B        | CdP                       | 8          | 1          | -               | -               | -               | -                  | -                  | -                  | -           | -           | -           | 8      | 1      |        |
| 2021-2022                 | Sporting Lisbona B        | TL                        | 26         | 1          | -               | -               | -               | -                  | -                  | -                  | -           | -           | -           | 26     | 1      |        |
| Totale Sporting Lisbona B | Totale Sporting Lisbona B | Totale Sporting Lisbona B | 34         | 2          |                 | -               | -               |                    | -                  | -                  |             | -           | -           | 34     | 2      |        |
| 2022-2023                 | Estrela Amadora           | SL                        | 12+1       | 0          | CP+CdL          | 1+2             | 0               | -                  | -                  | -                  | -           | -           | -           | 16     | 0      |        |
| 2023-2024                 | Estrela Amadora           | PL                        | 29         | 0          | CP+CdL          | 2+1             | 0               | -                  | -                  | -                  | -           | -           | -           | 32     | 0      |        |
| Totale Estrela Amadora    | Totale Estrela Amadora    | Totale Estrela Amadora    | 41+1       | 0          |                 | 6               | 0               |                    | -                  | -                  |             | -           | -           | 48     | 0      |        |
| 2024-gen. 2025            | QPR                       | FLC                       | 6          | 0          | FACup+CdL       | 0+3             | 0+1             | -                  | -                  | -                  | -           | -           | -           | 9      | 1      |        |
| feb.-giu. 2025            | Vitória Guimarães         | PL                        | 2          | 0          | CP+CdL          | 0+0             | 0               | UECL               | 1                  | 0                  | -           | -           | -           | 3      | 0      |        |
| Totale carriera           | Totale carriera           | Totale carriera           | 84         | 2          |                 | 9               | 1               |                    | 1                  | 0                  |             | -           | -           | 94     | 3      |        |